# Kalmar valkrets
Kalmar valkrets var vid riksdagsvalen till andra kammaren 1866–1908 en egen valkrets med ett mandat. Valkretsen avskaffades inför andrakammarvalet 1911 då den uppgick i Kalmar läns södra valkrets.
Valkretsen omfattade endast Kalmar stad.

## Riksdagsmän
- Leonard Dahm, min (1867–1872)
- Ragnar Törnebladh (1873–1875)
- Ludvig Torpadie (1876–1880)
- Zacharias Ahlin (1881)
- Carl Hasselquist (1882–1884)
- August Johansson (1885–första riksmötet 1887)
- Adolf Westrin, nya lmp 1888–1889 (andra riksmötet 1887–1890)
- Carl Gethe, AK:s c 1891–1894, fr c 1895–1896, Friesen 1899 (1891–1899)
- Adolph Fagerlund (1900–3/4 1903)
- Axel Bökelund (2/5 1903–1905)
- John Jeansson, nfr (1906–1911)

## Valresultat

### 1896
| Andrakammarvalet i Sverige 1896: Kalmar valkrets | Andrakammarvalet i Sverige 1896: Kalmar valkrets | Andrakammarvalet i Sverige 1896: Kalmar valkrets | Andrakammarvalet i Sverige 1896: Kalmar valkrets | Andrakammarvalet i Sverige 1896: Kalmar valkrets |
| Kandidat                                         | Kandidat                                         | Röster                                           | Röster                                           | Röster                                           |
| Kandidat                                         | Kandidat                                         | Antal                                            | %                                                | +− %                                             |
| ------------------------------------------------ | ------------------------------------------------ | ------------------------------------------------ | ------------------------------------------------ | ------------------------------------------------ |
|                                                  | Carl Gethe                                       | 183                                              | 61,6                                             |                                                  |
|                                                  | Adolph Fagerlund                                 | 110                                              | 37,0                                             |                                                  |
|                                                  | Övriga kandidater                                | 4                                                | 1,4                                              |                                                  |
| Antal giltiga röster                             | Antal giltiga röster                             | 297                                              |                                                  |                                                  |
| Kasserade röster                                 | Kasserade röster                                 | 0                                                |                                                  |                                                  |
| Totalt                                           | Totalt                                           | 297                                              |                                                  |                                                  |

Valkretsen hade 12 288 invånare den 31 december 1895, varav 742 eller 6,0 % var valberättigade. 297 personer deltog i valet, ett valdeltagande på 44,0 %.

### 1899
| Andrakammarvalet i Sverige 1899: Kalmar valkrets | Andrakammarvalet i Sverige 1899: Kalmar valkrets | Andrakammarvalet i Sverige 1899: Kalmar valkrets | Andrakammarvalet i Sverige 1899: Kalmar valkrets | Andrakammarvalet i Sverige 1899: Kalmar valkrets |
| Kandidat                                         | Kandidat                                         | Röster                                           | Röster                                           | Röster                                           |
| Kandidat                                         | Kandidat                                         | Antal                                            | %                                                | +− %                                             |
| ------------------------------------------------ | ------------------------------------------------ | ------------------------------------------------ | ------------------------------------------------ | ------------------------------------------------ |
|                                                  | Adolph Fagerlund                                 | 240                                              | 57,9                                             | ▲20,9                                            |
|                                                  | August Johansson                                 | 171                                              | 41,2                                             |                                                  |
|                                                  | E.G. Ancker                                      | 2                                                | 0,5                                              |                                                  |
|                                                  | K. Melander                                      | 1                                                | 0,2                                              |                                                  |
|                                                  | P. Hanström                                      | 1                                                | 0,2                                              |                                                  |
| Antal giltiga röster                             | Antal giltiga röster                             | 415                                              |                                                  |                                                  |
| Kasserade röster                                 | Kasserade röster                                 | 0                                                |                                                  |                                                  |
| Totalt                                           | Totalt                                           | 415                                              |                                                  |                                                  |

Valet hölls den 22 september 1899. Valkretsen hade 12 582 invånare den 31 december 1898, varav 834 eller 6,6 % var valberättigade. 414 personer deltog i valet (415 enligt tidningen Kalmar), ett valdeltagande på 49,6 %.

### 1902
| Andrakammarvalet i Sverige 1902: Kalmar valkrets | Andrakammarvalet i Sverige 1902: Kalmar valkrets | Andrakammarvalet i Sverige 1902: Kalmar valkrets | Andrakammarvalet i Sverige 1902: Kalmar valkrets | Andrakammarvalet i Sverige 1902: Kalmar valkrets |
| Kandidat                                         | Kandidat                                         | Röster                                           | Röster                                           | Röster                                           |
| Kandidat                                         | Kandidat                                         | Antal                                            | %                                                | +− %                                             |
| ------------------------------------------------ | ------------------------------------------------ | ------------------------------------------------ | ------------------------------------------------ | ------------------------------------------------ |
|                                                  | Adolph Fagerlund                                 | 315                                              | 56,0                                             | ▼1,9                                             |
|                                                  | E.G. Ancker                                      | 247                                              | 44,0                                             | ▲43,5                                            |
| Antal giltiga röster                             | Antal giltiga röster                             | 562                                              |                                                  |                                                  |
| Kasserade röster                                 | Kasserade röster                                 | 1                                                |                                                  |                                                  |
| Totalt                                           | Totalt                                           | 563                                              |                                                  |                                                  |

Valet hölls den 20 september 1902. Valkretsen hade 12 889 invånare den 31 december 1901, varav 969 eller 7,5 % var valberättigade. 563 personer deltog i valet, ett valdeltagande på 58,1 %.

### 1905
| Andrakammarvalet i Sverige 1905: Kalmar valkrets | Andrakammarvalet i Sverige 1905: Kalmar valkrets | Andrakammarvalet i Sverige 1905: Kalmar valkrets | Andrakammarvalet i Sverige 1905: Kalmar valkrets | Andrakammarvalet i Sverige 1905: Kalmar valkrets |
| Kandidat                                         | Kandidat                                         | Röster                                           | Röster                                           | Röster                                           |
| Kandidat                                         | Kandidat                                         | Antal                                            | %                                                | +− %                                             |
| ------------------------------------------------ | ------------------------------------------------ | ------------------------------------------------ | ------------------------------------------------ | ------------------------------------------------ |
|                                                  | John Jeansson                                    | 542                                              | 70,9                                             |                                                  |
|                                                  | Thor Brandt                                      | 222                                              | 29,1                                             |                                                  |
| Antal giltiga röster                             | Antal giltiga röster                             | 764                                              |                                                  |                                                  |
| Kasserade röster                                 | Kasserade röster                                 | 1                                                |                                                  |                                                  |
| Totalt                                           | Totalt                                           | 765                                              |                                                  |                                                  |

Valet hölls den 15 september 1905. Valkretsen hade 13 746 invånare den 31 december 1904, varav 1 173 eller 8,5 % var valberättigade. 765 personer deltog i valet, ett valdeltagande på 65,2 %.

### 1908
| Andrakammarvalet i Sverige 1908: Kalmar valkrets | Andrakammarvalet i Sverige 1908: Kalmar valkrets | Andrakammarvalet i Sverige 1908: Kalmar valkrets | Andrakammarvalet i Sverige 1908: Kalmar valkrets | Andrakammarvalet i Sverige 1908: Kalmar valkrets |
| Kandidat                                         | Kandidat                                         | Röster                                           | Röster                                           | Röster                                           |
| Kandidat                                         | Kandidat                                         | Antal                                            | %                                                | +− %                                             |
| ------------------------------------------------ | ------------------------------------------------ | ------------------------------------------------ | ------------------------------------------------ | ------------------------------------------------ |
|                                                  | John Jeansson                                    | 338                                              | 95,2                                             | ▲24,3                                            |
|                                                  | H.A. Johansson                                   | 4                                                | 1,1                                              |                                                  |
|                                                  | Alfred Waldenström                               | 3                                                | 0,8                                              |                                                  |
|                                                  | Karl Ek                                          | 2                                                | 0,6                                              |                                                  |
|                                                  | P.H. Carlsson                                    | 2                                                | 0,6                                              |                                                  |
|                                                  | J.W. Strandberg                                  | 1                                                | 0,3                                              |                                                  |
|                                                  | E.G. Ancker                                      | 1                                                | 0,3                                              |                                                  |
|                                                  | P. Johnsson                                      | 1                                                | 0,3                                              |                                                  |
|                                                  | J. Waller                                        | 1                                                | 0,3                                              |                                                  |
|                                                  | Joh. A. Lind                                     | 1                                                | 0,3                                              |                                                  |
|                                                  | A. Andersson                                     | 1                                                | 0,3                                              |                                                  |
| Antal giltiga röster                             | Antal giltiga röster                             | 355                                              |                                                  |                                                  |
| Kasserade röster                                 | Kasserade röster                                 | 0                                                |                                                  |                                                  |
| Totalt                                           | Totalt                                           | 355                                              |                                                  |                                                  |

Valet hölls den 11 september 1908. Valkretsen hade 14 546 invånare den 31 december 1907, varav 1 837 eller 12,6 % var valberättigade. 355 personer deltog i valet, ett valdeltagande på 19,3 %.